# Ahmed Aboutaleb
Ahmed Aboutaleb (født 29. august 1961 i Beni Sidel, Marokko) er en hollandsk-marokkansk politiker. Han blev pr. 2008 viceminister for sociale forhold og arbejdsmarkedet i regeringen Balkenende IV og 5. januar 2009 borgmester i Rotterdam. Han er medlem af Arbejderpartiet (hollandsk: Partij van de Arbeid).

## Karriere
I 1998 blev Aboutaleb leder af Forum organisationen, et institut, der arbejder med multi-kulturelle emner i Holland. Han fik ligeledes et arbejde som embedsmand i Amsterdam kommune.
I januar 2004 efterfulgte Aboutaleb den skandaleramte Rob Oudkerk som oldermand I Amsterdam. I 2007 blev Aboutaleb udnævnt til viceminister for sociale forhold. Han udtalte I den forbindelse at han ikke havde noget imod den underordnede stilling og at han mente at han kunne lære meget af ministeren for området Piet Hein Donner.

## External links
- Aboutaleb på Amsterdams kommunes hjemmeside Arkiveret 11. februar 2006 hos  Wayback Machine (nederlandsk/hollandsk)

- Wikimedia Commons har flere filer relateret til Ahmed Aboutaleb